# Нородом Сианук
Негово Величество Преа Бат Самдех Преа Нородом Сианук Варман, известен още като Нородом Сианук, е крал на Камбоджа.

## Биография
Роден е в Пном Пен на 31 октомври 1922 г. Син е на крал Нородом Сурамарит и кралица Сисоват Косамак.
Нородом Сианук се възкачва на трона на 24 април 1941 г. след като чичо му, крал Сисоват Монивонг, умира на 23 април същата година. На 2 март 1955 г. абдикира в полза на баща си, заемайки след няколко месеца длъжността министър-председател. След като баща му умира през 1960 г., той е избран отново за държавен глава, но не му е дадена титлата „крал“.
С настъпването на Виетнамската война Сианук се опитва да запази неутралитета на Камбоджа, но опитът му е неуспешен. През март 1970 г., докато е извън страната, е извършен държавен преврат, който го отстранява от властта. Принц Сианук бяга в Пекин и събира въоръжени сили, които да се противопоставят на правителството на Лон Нол в Пном Пен. Когато Кхмерската република попада в ръцете на червените кхмери през април 1975 г., принц Сианук се превръща в символичен държавен глава, а Пол Пот става олицетворение на истинската власт в Камбоджа. На 4 април 1976 г. Сианук е принуден да се откаже от управлението и да се оттегли от политиката. Той търси убежище в Китай и Северна Корея.
Преговорите за мир между Коалиционното правителство на Демократична Кампучия (КПДК) и Народна република Кампучия (НРК) са завършени през 1991 г., сключено е споразумение между всички страни, подписано в Париж. Принц Сианук се връща още веднъж в Камбоджа на 14 ноември 1991 г. след 13 години в изгнание. През 1993 г. конституционната монархия е възстановена и той получава отново титлата „Крал на Камбоджа“, въпреки че политическата му власт е много ограничена. От завръщането си той е в недобро здравословно състояние. В началото на 2004 г. той пътува нееднократно до Пекин с цел лечение.
Крал Нородом Сианук снима няколко филма. Той е композитор и изпълнител на около 30 песни.
Сианук умира от сърдечен удар на 15 октомври 2012 г.